# رایدنر نومدور
رایدنر نومدور (انگلیسی: Reinder Nummerdor؛ زادهٔ ۱۰ سپتامبر ۱۹۷۶) یک بازیکن والیبال اهل هلند است.